# Germaine De Jonghe
Germaine De Jonghe (Borgerhout, 7 december  1913 – Essen, 29 oktober 2005) was een Belgisch sopraan.
Ze kreeg haar muzikale opleiding aan het Koninklijk Vlaams Conservatorium in Antwerpen, er volgden ook lessen in Salzburg en aan het Accademia Musicale Chigiana in Italië. Daarna volgden radio-optredens. Van 1943 tot 1946 en in het seizoen 1953/1954 was ze aangesloten bij de Vlaamse Opera in Antwerpen, maar zong als gaste ook in diverse Europese steden. Ze besteedde daarbij aandacht aan het Vlaamse operarepertoire. Na de zangcarrière beoefende ze het vak als zangdocente uit.